# Adelbert Gresnigt
Adelbert Gresnigt (Utrecht, 1877 - Denée, 1956; nascido Charles-Louis Gresnigt às vezes erroneamente chamado de Gresnicht) foi um monge beneditino neerlandês, arquiteto e artista ligado à Escola de Beuron. Ao longo de sua vida, atuou em diversos projetos artísticos em várias partes do mundo, como Tchéquia, Itália, Brasil, Estados Unidos e China. Era conhecido por seu domínio na pintura monumental, escultura de relevos, desenho de objetos litúrgicos, música e canto.
Gresnigt trabalhou em algumas das obras mais significativos da Escola de Beuron — muitas vezes ao lado de seu fundador, Desiderius Lenz —, como no Mosteiro de São Gabriel (Praga) e a cripta de Monte Cassino. Entre 1914 e 1922, Gresnigt viveu na cidade de São Paulo, onde teve um papel central na ornamentação da basílica abacial do Mosteiro de São Bento. Seus murais refletem a estética beuronense, inspirada na arte hierática dos povos antigos, como os egípcios e assírios.
Gresnigt viveu em Pequim entre 1926 e 1933. Dirigiu projetos arquitetônicos e decorativos cristãos baseados na estética tradicional local. Sua obra desse período é amplamente admirada como um caso bem sucedido de inculturação na arte sacra, pois buscou o equilíbrio entre a iconografia cristã e influências da arte asiática, respeitando as particularidades culturais da região.
Dom Adelbert faleceu em 1956 na Abadia de Maredsous, após anos de complicações de saúde.

## Galeria

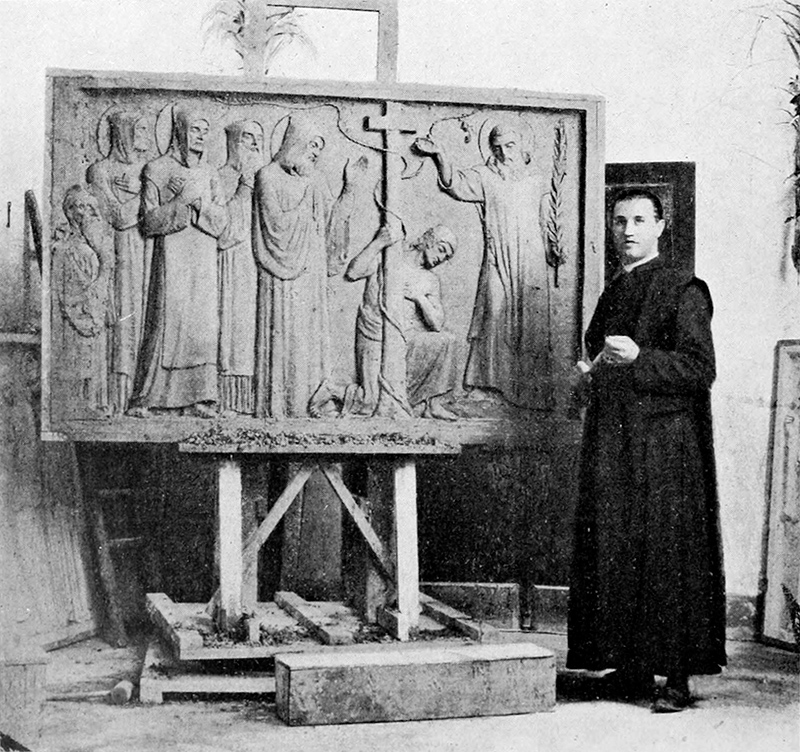
Adelbert diante de um seus trabalhos para a cripta de Monte Cassino, 1911
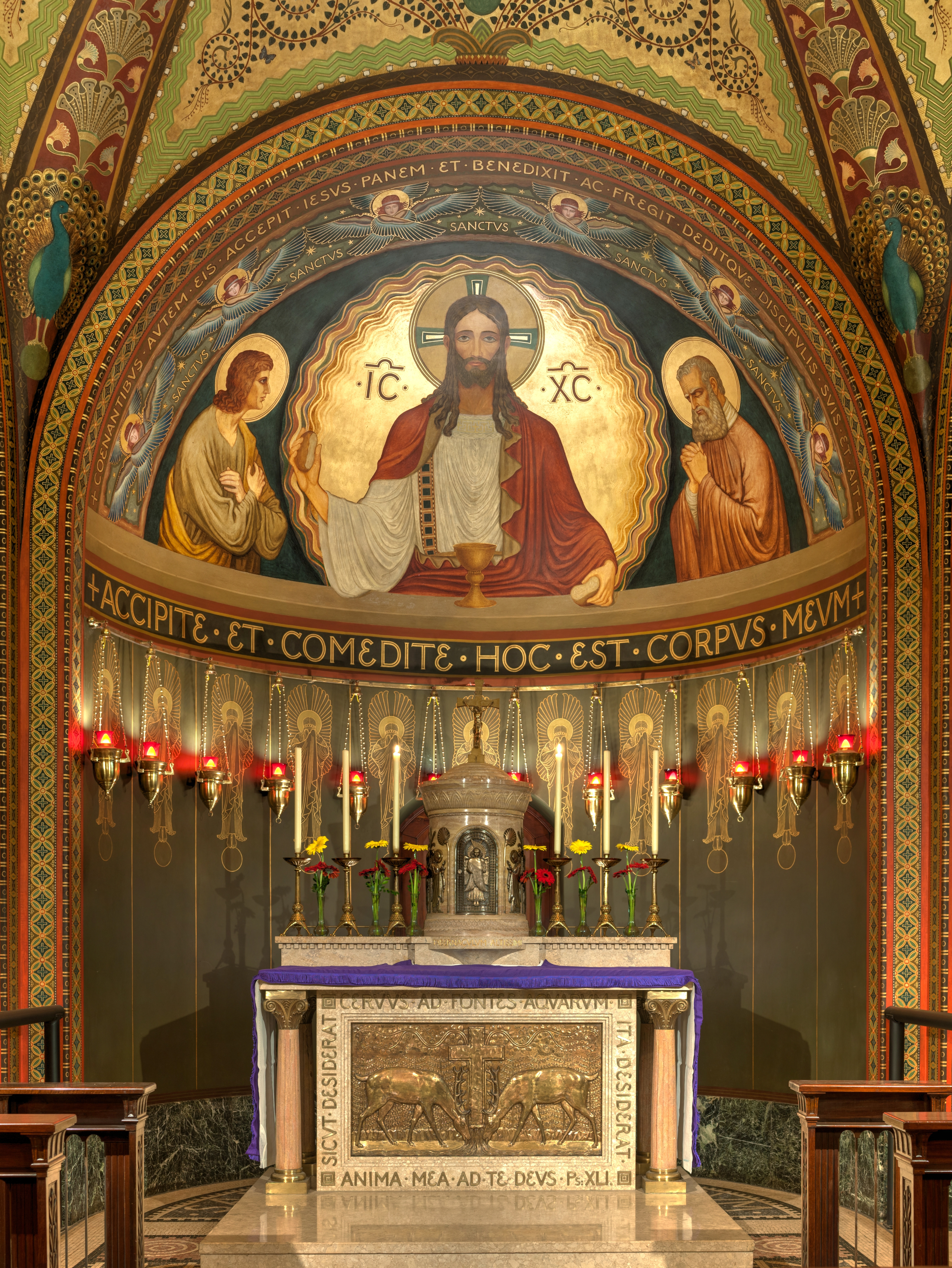
Capela do Santíssimo, no Mosteiro de São Bento (São Paulo, Brasil)
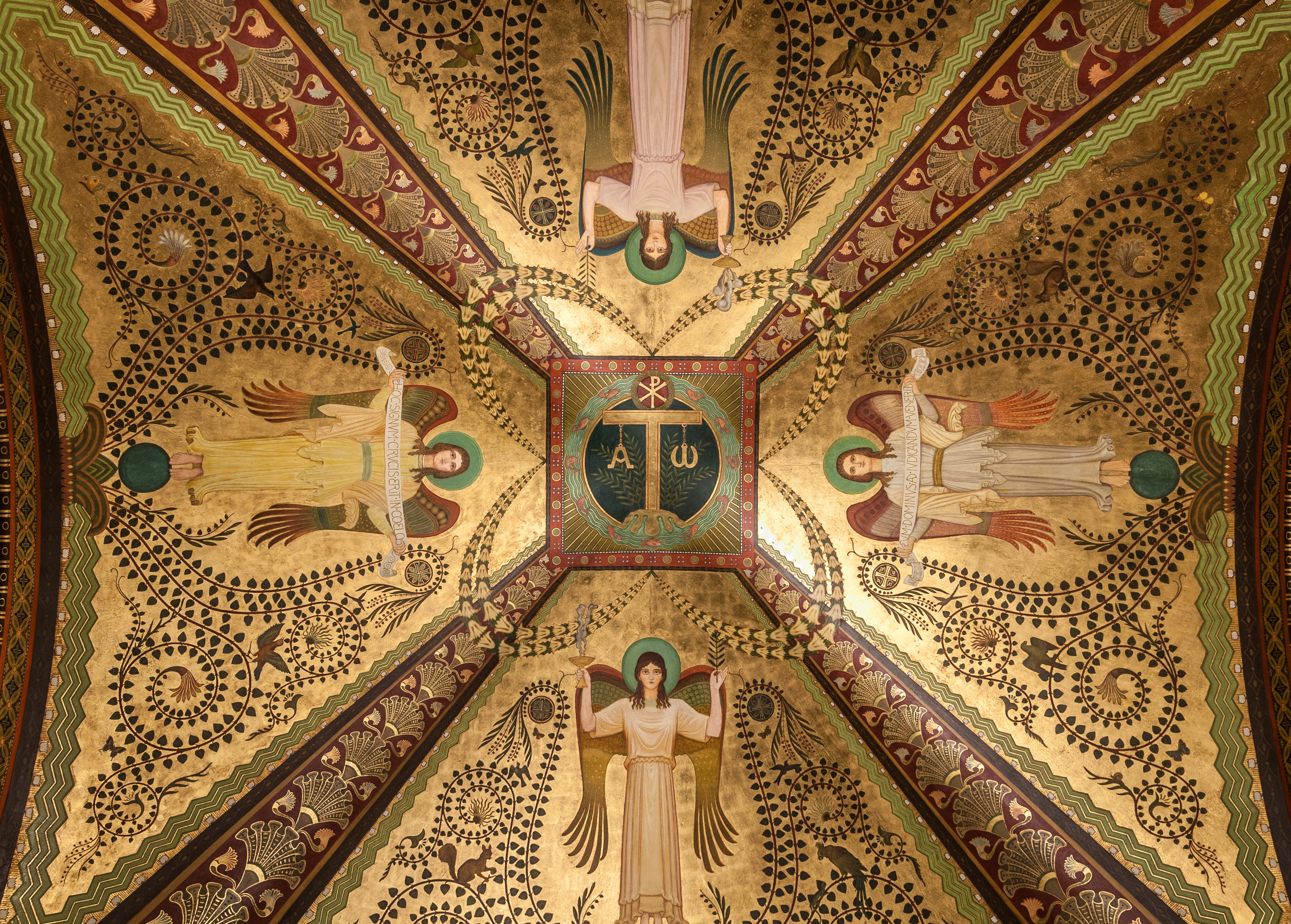
Teto da Capela do Santíssimo, no Mosteiro de São Bento (São Paulo, Brasil)
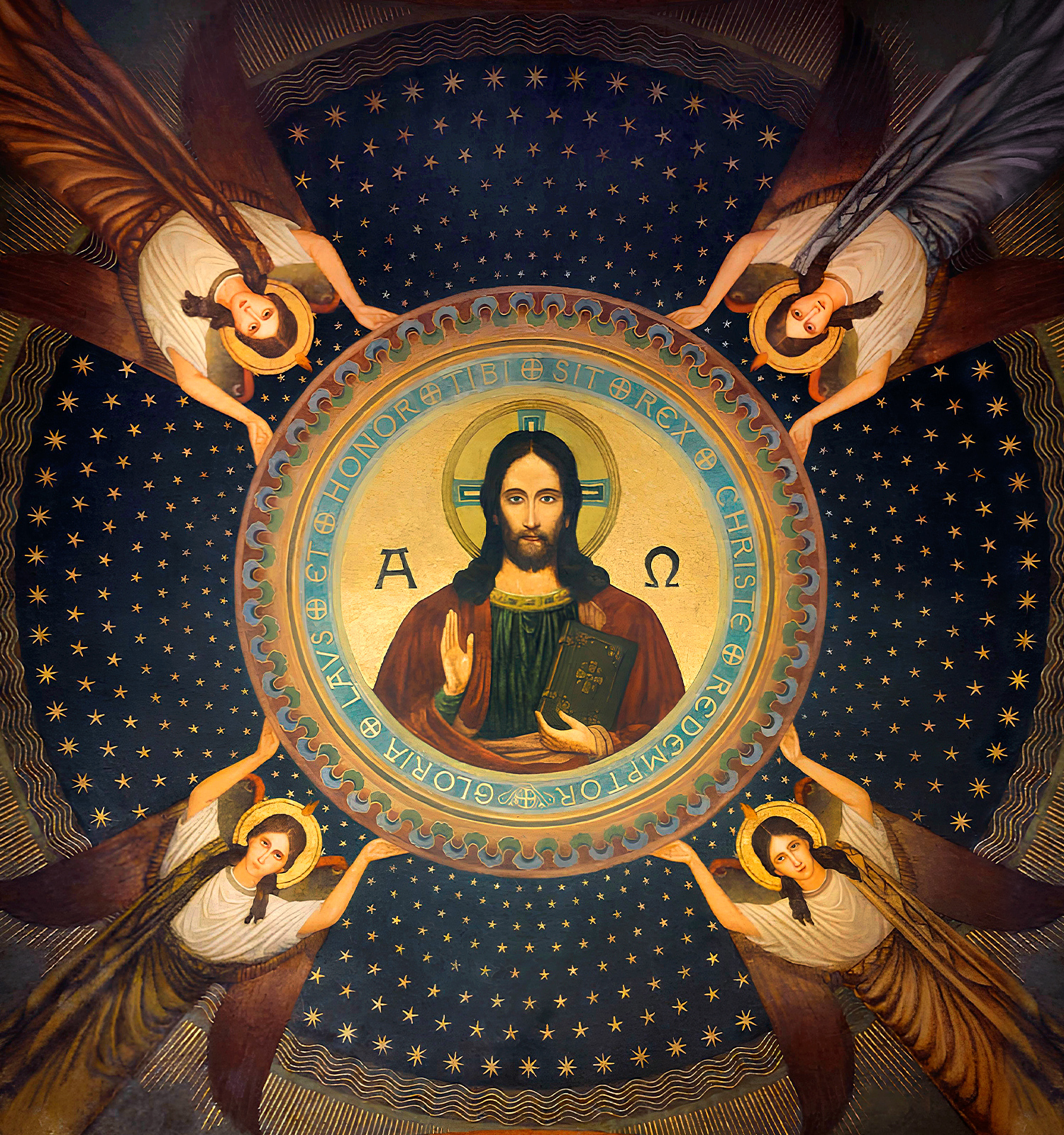
Cristo Pantocrator, no Mosteiro de São Bento (São Paulo, Brasil)
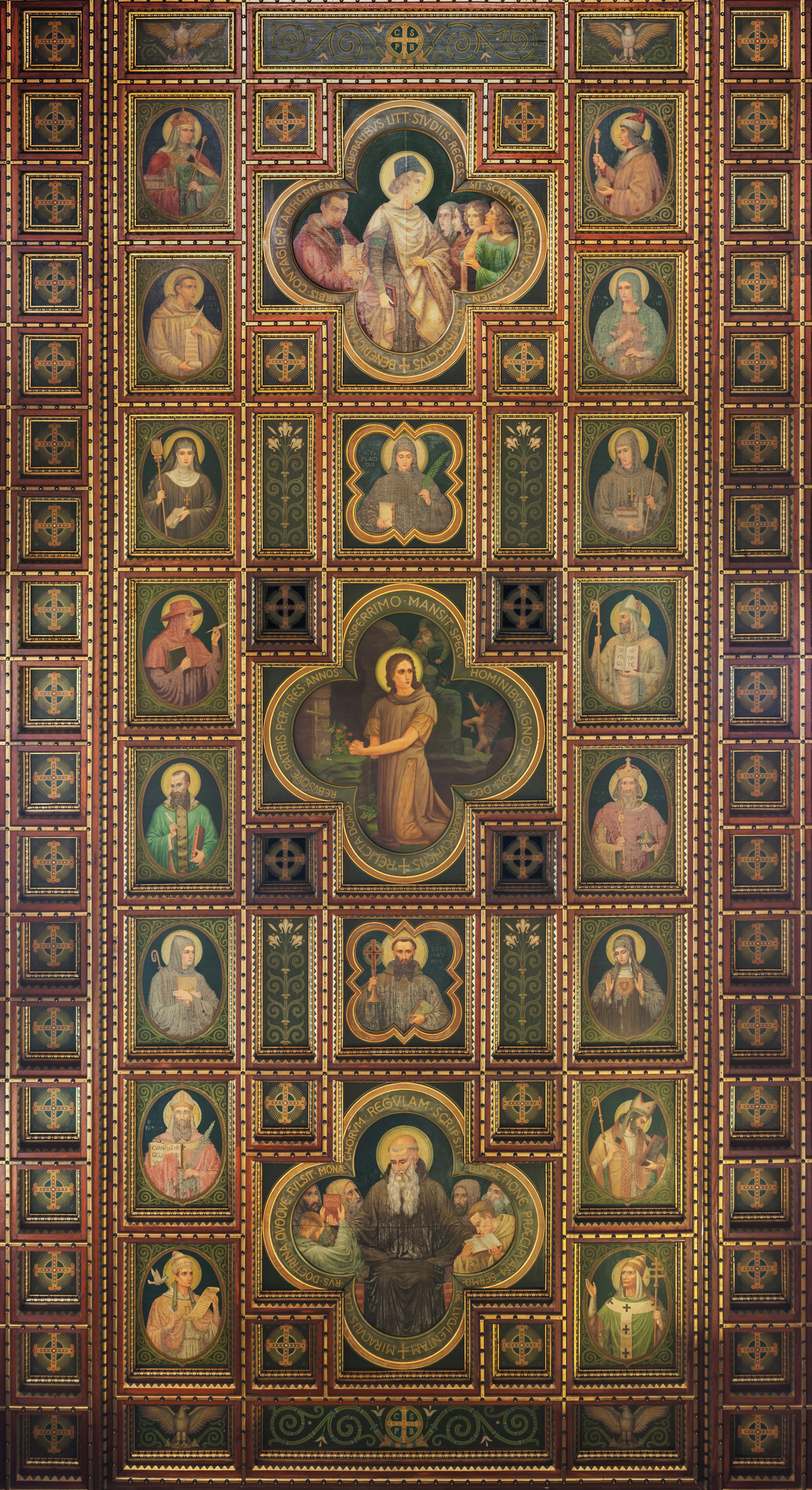
Teto da basílica abacial, Mosteiro de São Bento (São Paulo, Brasil)
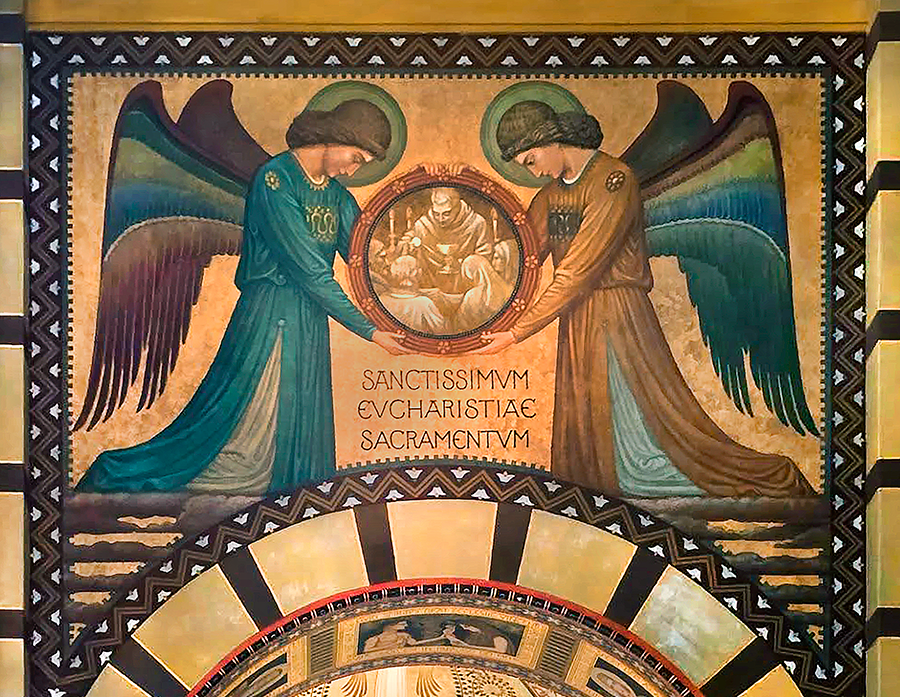
Sacramento da Eucaristia, no Mosteiro de São Bento (São Paulo, Brasil)
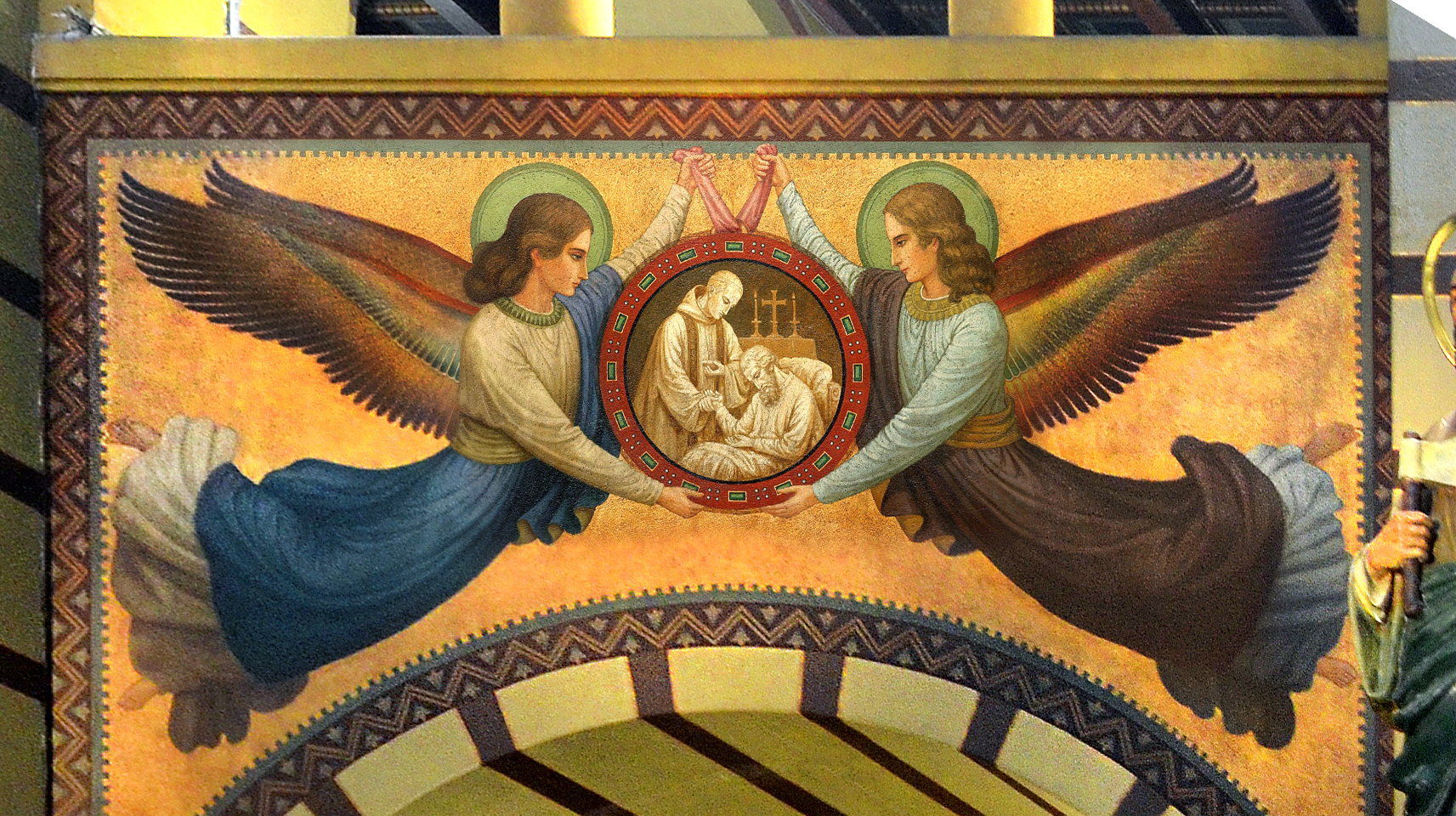
Anjos, no Mosteiro de São Bento (São Paulo, Brasil)
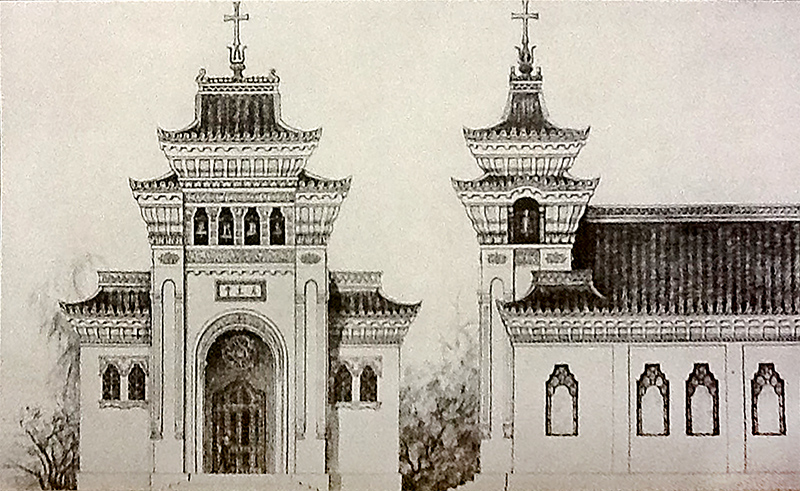
Projeto de igreja católica inspirada na arquitetura tradicional chinesa
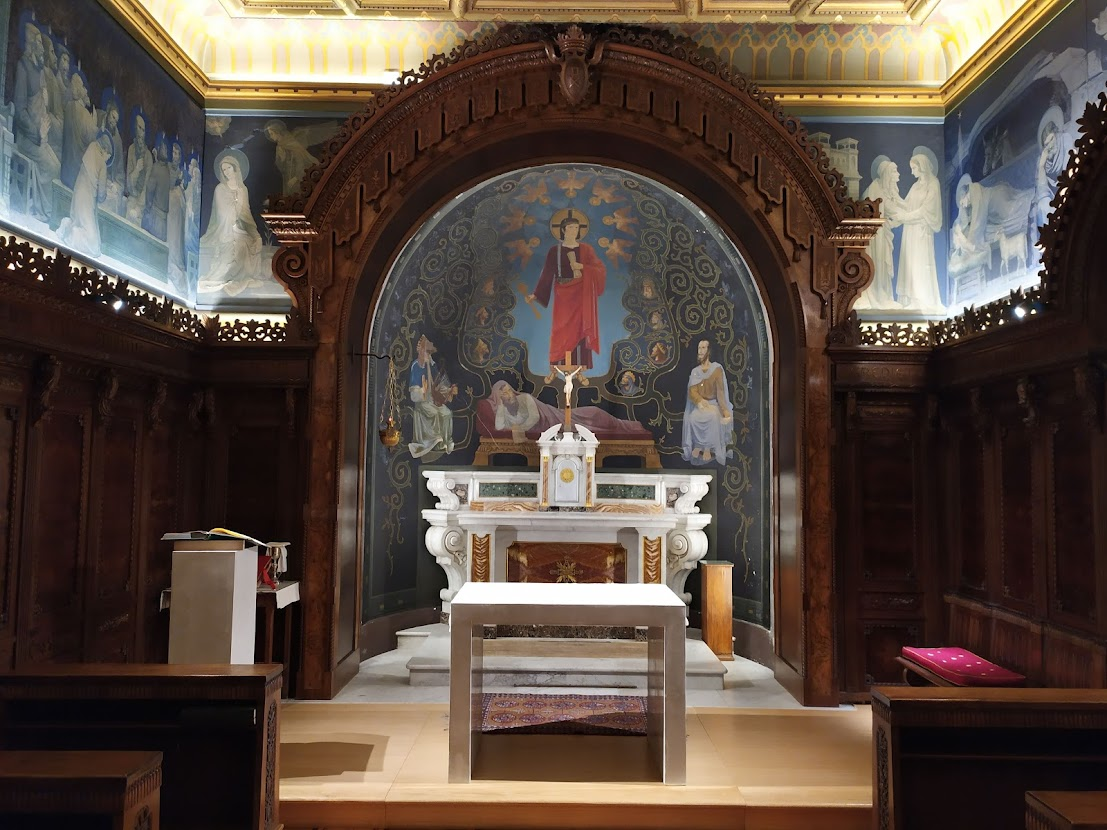
Capela do Collegio Olandese, Roma
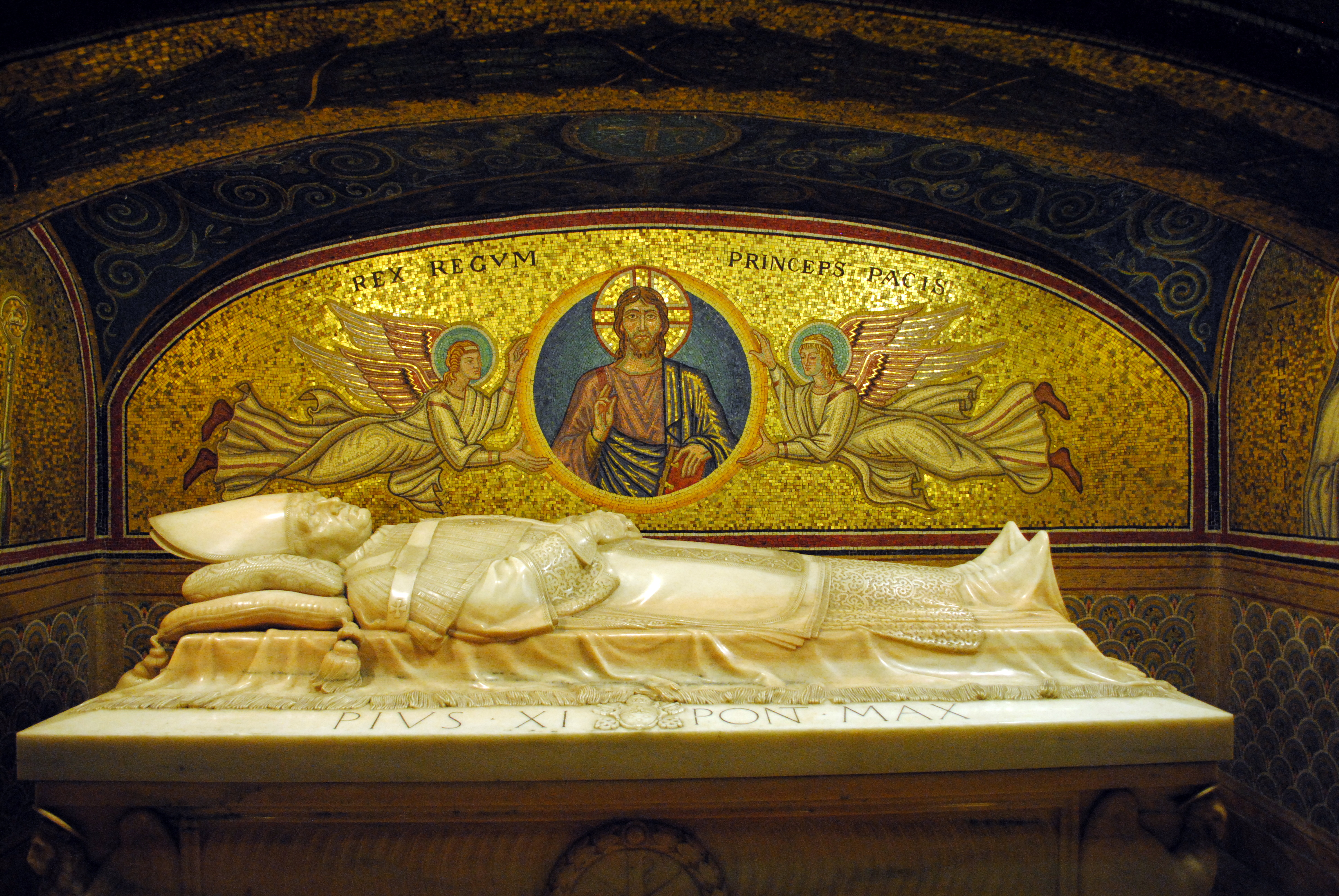
Túmulo do papa Pio XI, projetada por Gresnigt (cripta da Basílica de São Pedro, Vaticano)